# جنيه توتنس
جنيه توتنس (t£) عملة محلية تكميلية، تهدف إلى دعم الاقتصاد المحلي في توتنس، وهي بلدة في ديفون بإنجلترا. كان متداولاً من مارس 2007 إلى يونيو 2019، ثم توقف تداوله جزئياً بسبب تزايد الاعتماد على النقد في الاقتصاد.

## تاريخ
جادلت المجموعة بأن "التوطين الاقتصادي يُعدّ جانبًا أساسيًا من عملية التحول، وأن أنظمة العملة المحلية تتيح الفرصة لتعزيز الاقتصاد المحلي مع منع تسرب الأموال". طُوّر هذا المخطط من قِبل روب هوبكنز وناريش جيانجراند، وقد استُوحي جزئيًا من نموذج بيركشيرز.
كانت المبادرة جزءًا من مفهوم "المدن الانتقالية"، الذي كانت توتنس رائدةً فيه. ووفقًا لموقع "مدينة توتنس الانتقالية"، فإن هذا يعني أن توتنس "مجتمعٌ في طور تخيّل وبناء مستقبلٍ يُعالج التحديين المُتلازمين المتمثلين في تناقص إمدادات النفط والغاز وتغير المناخ، ويُنشئ المجتمع الذي نرغب جميعًا في أن نكون جزءًا منه".
كانت الفوائد المتوقعة من جنيه توتنس هي:
- تعزيز المرونة في الاقتصاد المحلي من خلال الحفاظ على تداول الأموال في المجتمع وبناء علاقات جديدة
- لتشجيع الناس على التفكير والتحدث حول كيفية إنفاق أموالهم
- لتشجيع المزيد من التجارة المحلية وبالتالي تقليل أميال الغذاء والتجارة
- لتشجيع السياح على استخدام الشركات المحلية[1]

في 30 يونيو 2019، أُغلق جنيه توتنس، بسبب انخفاض استخدامه الناجم جزئيًا عن صعود المجتمع الخالي من النقد.

## القيمة والاستخدام
كان جنيه توتنس يساوي جنيهًا إسترلينيًا واحدًا وكان مدعومًا بالجنيه الإسترليني المحفوظ في حساب مصرفي.
أُعيد إطلاق جنيه توتنس في يونيو 2014 بفئات t1، وt5، وt10، وt21 جنيهًا إسترلينيًا. وضمت التصاميم النهائية الكاتبة ماري ويسلي، و"أبو الحاسوب" تشارلز باباج، والموسيقي بن هوارد، والناشطة الاجتماعية والإنسانية دوروثي إلمهرست.
اعتبارًا من يوليو 2014، كان أكثر من 120 شركة في توتنس تقبل جنيه توتنس، وصُدر ما يزيد عن 12000 جنيه إسترليني من العملة.

## وصف الملاحظات
طُبعت أوراق توتنس باوندز الورقية على ورق مُلدَّن وكانت تحتوي على عدد من الميزات الأمنية بما في ذلك: العلامات المائية، والهولوغرام، ورقائق الفضة المنقوشة والحبر قزحي الألوان.